# Ignatius av Loyola
Ignatius av Loyola, egentligen Íñigo López Oñaz y Loyola (baskiska: Ignazio Loiolakoa, spanska: Ignacio de Loyola, latin: Ignatius de Loyola), född 23 oktober 1491 på slottet Loyola i Azpeitia i Baskien, död 31 juli 1556 i Rom, var Jesuitordens grundare. Han vördas som helgon inom Romersk-katolska kyrkan, med minnesdag den 31 juli.

## Biografi
Ignatius var baskisk adelsman och började sin bana som officer. Då han låg sårad efter en strid 1521, läste han om Jesus och helgonens liv och bestämde sig för att ägna sitt liv åt att tjäna Jesus. Han påbörjade bland annat sina Andliga övningar. Loyola ansågs av de kyrkliga myndigheterna till en början vara en kättare, då övningarna avvek mycket från de då gällande skolastiska föreskrifterna.
År 1528 kom Loyola med understöd av sina anhängare, bland dem förnäma spanska damer, till Paris för att där skaffa sig teologiska kunskaper. Vid Sorbonne fördes vid denna tid en brutal kamp mot alla nya idéer, och de mest framstående reformatoriskt sinnade studenterna tvingades överge lärosätet. Under sju år bedrev Loyola studier i Paris, omgiven av likasinnade som spanjorerna Frans Xavier, Diego Laínez och Alfonso Salmeron.
På Marie himmelfärdsdag 1534 avlade denna sammanslutning av studenter, som ännu inte utgjorde någon orden, på Montmartre det högtidliga löftet att verka för kristendomens förnyelse i Palestina, men även att ställa sig till påvens förfogande. Snart uppstod kartellföreningar i Leuven och Köln. Ignatius nådde dock på sin resa till Palestina bara fram till Venedig, där han insåg att han istället måste inrikta sina strävanden på Italien. Han gav sig därför, under ständigt predikande, av till Rom och gav den skara som beledsagade honom namnet Compañía de Jesús.
År 1540 godkände påve Paulus III hans orden "Societas Iesu", "Jesu sällskap". Fram till sin död 1556 var Ignatius Jesuitordens general och styrde den från Rom, eftersom den var direkt underställd påven.
Ignatius är begravd i vänster tvärskepp i Jesuitordens moderkyrka Il Gesù i Rom.

## Utmärkelser
Asteroiden 3562 Ignatius är uppkallad efter honom.

## Bilder
| - Den helige Ignatius förgyllda relikskrin i Il Gesù, utfört av Alessandro Algardi. - Staty föreställande Ignatius i Il Gesù. |